# Unchained (album av Molly Sandén)
Unchained är Molly Sandéns andra musikalbum och släpptes på CD 23 maj 2012. Det innehåller 11 spår. Med albumet har hon jobbat med bland andra Aleena Gibson, Moh Denebi, Fredrik Thomander, Rampac, Robin Fredriksson, Mattias Larsson och den amerikanska låtskrivaren Windy Wagner.

## Låtlista
| Nr  | Titel                                    | Kompositör                                                      | Längd |
| --- | ---------------------------------------- | --------------------------------------------------------------- | ----- |
| 1.  | Rollercoaster                            | Molly Sandén, Aleena Gibson, Elias Kapari                       | 3:38  |
| 2.  | Kill This Love                           | Molly Sandén, Aleena Gibson, Moh Denebi                         | 3:56  |
| 3.  | Mirage                                   | Peter Ries, Niklas Petterson, Lutz Weidendörfer, Jessy Philipp  | 3:49  |
| 4.  | This Party                               | Molly Sandén, Moh Denebi, Aleena Gibson, Niklas Jarl            | 3:08  |
| 5.  | A Little Forgiveness (feat. Christopher) | Molly Sandén, Aleena Gibson, Robin Fredriksson, Mattias Larsson | 3:48  |
| 6.  | Unchained                                | Molly Sandén, Aleena Gibson, Anton Hård af Segerstad            | 3:38  |
| 7.  | Why am I Crying                          | Molly Sandén, Windy Wagner, Aleena Gibson                       | 3:02  |
| 8.  | Green Light                              | Molly Sandén, Johan Ramstrom, Patrik Magnusson                  | 3:37  |
| 9.  | My Hands Around My Heart                 | Molly Sandén, Moh Denebi, Aleena Gibson, Jasmine Anderson       | 4:16  |
| 10. | Spread a Little Light                    | Molly Sandén, Fredrik Thomander, Aleena Gibson                  | 3:06  |
| 11. | Why am I Crying - Acoustic version       | Molly Sanden, Windy Wagner, Aleena Gibson                       | 4:13  |

## Listplaceringar
| Lista (2012) | Topplacering |
| ------------ | ------------ |
| Sverige      | 1            |